# Åråsen Stadion
Åråsen Stadion è uno stadio calcistico di Lillestrøm, sede delle gare casalinghe del club Lillestrøm Sportsklubb, militante nella Tippeligaen, massima serie del paese scandinavo.
Inaugurato nel 1951 e rinnovato a più riprese, ha una capienza di 12 250 posti, tutti a sedere. La superficie di gioco è in erba naturale.
Consta di quattro tribune separate. A causa della vicinanza con l'aeroporto Kjeller, ha riflettori retraibili.